# Evolução Cidadã
Evolución Ciudadana (em português: Evolução Cidadã), foi uma coalizão política argentina fundada no ano 2017 por Martín Lousteau para competir nas eleições legislativas na Cidade de Buenos Aires.